# El rey Arturo y los caballeros de la justicia
El Rey Arturo y los caballeros de la justicia (King Arthur and the Knights of Justice); es una serie de dibujos animados de 2 temporadas de 13 episodios producidos por Golden Films, C&D Entertainment y Bohbot Entertainment. La serie fue creada por Diane Eskenazi de Golden Films y Avi Arad quienes eran los productores ejecutivos de la serie. El primer episodio fue emitido el 13 de julio de 1992 y el último episodio el día 12 de diciembre de 1993

## Argumento
El rey Arturo y los caballeros de la mesa redonda son atrapados por la cruel hechicera Morgana en la Cueva de Cristal. El mago Merlin, incapaz de liberar al Rey Arturo y los Caballeros, busca reemplazos y traerá hasta Camelot a un equipo de fútbol americano del presente que cumplirá las funciones de estos. Merlin les asigna la tarea de derrotar a Morgana y liberar al Rey verdadero y a sus Caballeros. Para hacerlo deberán encontrar las 12 llaves de la verdad, una por cada caballero que serán los únicos que puedan tocarla. Una vez reunidas, los caballeros serán liberados y los jugadores de fútbol americano podrán regresar al presente. Mientras tanto, los reemplazos hacen un juramento y son armados con armaduras especiales y son capaces de invocar a sus criaturas estampadas en sus escudos.

## Protagonistas

### Caballeros
- King Arthur
- Sir Lancelot (Lance)
- Sir Trunk
- Sir Breeze
- Sir Tone
- Sir Wally
- Sir Gallop
- Sir Darren
- Sir Lug
- Sir Zeke
- Sir Brick
- Sir Phil

### Protagonistas Camelot
- Merlin
- Queen Guinevere
- Lady Elaine
- Squire Tyronne
- Squire Everett
- Lady of the Table
- Lady of the Lake
- Lady Mary

### Enemigos
- Queen Morgana
- Lord Viper
- Warlord Blackwing
- Warlord Hammer
- Warlord Axe

- Warlord Slasher
- Warlord Blinder
- Warlord Troopers
- Lord Chang

- Datos: Q2574056